# Ievgueni Vladímirov
Ievgueni Iúrievitx Vladímirov (en rus: Евгений Юрьевич Владимиров); nascut el 20 de gener de 1957), és un jugador d'escacs kazakh, que té el títol de Gran Mestre des de 1989. El 2004 la FIDE li va atorgar el títol de FIDE Senior Trainer, el màxim títol d'entrenador internacional.
Tot i que es troba pràcticament inactiu des de gener de 2011, a la llista d'Elo de la FIDE de desembre de 2014, hi tenia un Elo de 2601 punts, cosa que en feia el jugador número 2 del Kazakhstan. El seu màxim Elo va ser de 2628 punts, a la llista de juliol de 2004 (posició 70 al rànquing mundial).

## Biografia i resultats destacats en competició
És especialment conegut pel fet que formava part de l'equip de col·laboradors i analistes de Garri Kaspàrov durant el matx pel Campionat del món de 1986 contra Anatoli Kàrpov, i a mig matx, fou acomiadat fulminantment per Kaspàrov, tot acusant-lo de vendre la seva preparació d'obertures a l'equip de Kàrpov (en un episodi descrit a l'autobiografia de Kaspàrov "Repte sense límits").
Fou 3r al torneig de l'Havana 1986, 1r a Taixkent 1987 i 1r a Frunze 1988. El 1987 i el 1988 fou campió del Kazakhstan. Guanyà el torneig de Salamanca 1991, per davant de l'exCampió del món Borís Spasski.
El 2000 va participar en el Campionat del món de la FIDE per sistema K.O. jugat a Nova Delhi. A la primera ronda, eliminà Dibyendu Barua per 2:0, i a la segona, va eliminar Zoltán Almási per 2½:1½, però fou eliminat a la tercera ronda, per Aleksandr Morozévitx, per 1½ : 0½.
Fou tercer al torneig de semiràpides de San Pedro del Pinatar (Múrcia) 2001.
Vladímirov va testar el programa Hydra l'agost de 2004, contra el qual va perdre tres partides i n'entaulà una.